# Bernd Meißel
Bernd Meißel (* 3. Oktober 1938; † 20. März 2018) war ein deutscher Fußballspieler.

## Karriere
Mit zehn Jahren begann Meißel in der Jugend des Berliner SV 1892 mit dem reglementierten Fußballspiel. Bei den schwarz-weißen "Störchen" aus dem Stadion Wilmersdorf kam er bereits in der Saison 1957/58 zu seinen ersten 13 Einsätzen in der Berliner Stadtliga. Der drahtige Zweikämpfer absolvierte von 1957 bis 1963 in der damals erstklassigen Stadtliga insgesamt 123 Ligaspiele für die Elf aus Berlin-Schmargendorf. In der letzten Saison 1962/63 belegte er mit dem BSV 92 den achten Rang. Die Offensive hatte 35 Tore erzielt, Torschützenkönig Hans-Joachim Altendorff von Meister Hertha BSC hatte sich alleine mit 41 Toren ausgezeichnet. Da er mit seinem Stammverein auch in den ersten zwei Jahren in der neu eingeführten Zweitklassigkeit der Fußball-Regionalliga Berlin nicht um die Meisterschaft mitspielen konnte, schloss er sich im Sommer 1965 Tasmania Berlin an. Von 1963 bis 1965 hatte er in zwei Runden 50 Regionalligaspiele für den BSV 92 bestritten.
Meißel wechselte 1965 innerhalb Berlins aus der Regionalliga in die Fußball-Bundesliga. Tasmania 1900 war gerade als Nachfolger von Hertha BSC aus sportpolitischen Gründen in die Bundesliga aufgenommen worden. Sportlich war die kurzfristige Aufnahme äußerst fragwürdig, da Tas als Dritter der Regionalliga 1964/65 hinter Tennis Borussia und dem Spandauer SV gelandet war und auch keine Zeit für eine der Leistungsstärke der Bundesliga angepasste Vorbereitungsperiode zur Verfügung hatte. Des Weiteren waren auch Kaderplanung und Besetzung des Trainerpostens mit einem Könner für die Bundesliga, nicht mehr auf die Schnelle in den Griff zu bekommen. Meißel absolvierte in der Saison 1965/66 21 Spiele, konnte aber das desolate Abschneiden seines Teams nicht verhindern. Mit lediglich acht Punkten stieg Tas ab. Debütiert hatte Meißel am 4. September 1965 bei einer 1:5-Auswärtsniederlage beim Hamburger SV als linker Verteidiger in der Bundesliga; er hatte es in den Zweikämpfen zumeist mit dem jungen Bernd Dörfel zu tun gehabt. Meißel blieb auch nach dem Abstieg beim Berliner Club aus Neukölln.
Unter Trainer Gyula Lóránt feierte er 1968/69 mit einem Punkt Rückstand zu Hertha 03 Zehlendorf die Vizemeisterschaft in Berlin. In der BL-Aufstiegsrunde kam er in allen acht Spielen gegen die Konkurrenten Rot-Weiss Essen, VfL Osnabrück, Karlsruher SC und TuS Neuendorf zum Einsatz. Der Wiederaufstieg glückte aber nicht. Als er nicht mehr dem engen Kreis der Stammbesetzung angehörte, 1970/71, gewann Tasmania 1900 in der Saison 1970/71 mit zehn Punkten Vorsprung gegenüber dem Vizemeister Wacker 04 die Berliner RL-Meisterschaft. Unter Trainer Hans Hipp hatte er nochmals 12 RL-Spiele an der Seite von Mitspielern wie Horst Grunenberg, Klaus Walleitner, Fred Hoff, Werner Ipta und Johnny Egbuono bestritten und wurde auch noch in der BL-Aufstiegsrunde viermal eingesetzt. Aber auch 1971 erwiesen sich die Konkurrenten VfL Bochum, VfL Osnabrück, FK Pirmasens und Karlsruher SC als zu stark.
Der in der Wilmersdorfer Cicerostraße das von den Eltern übernommene Lokal "Alten Krug" führende Defensivstratege beendete 1971/72 mit weiteren 30 (1 Tor) Regionalligaeinsätzen bei seinem Heimatverein BSV 92 seine aktive Laufbahn. Insgesamt wird Bernd Meißel mit 21 Bundesligaspielen, 123 Stadtligaspielen und 193 (3 Tore) Regionalligaeinsätzen in der Statistik geführt.